# Афанасьев, Константин Сергеевич
Константин Сергеевич Афанасьев (1905—1960) — советский ботаник — флорист и геоботаник, исследователь растений Таджикистана, кандидат биологических наук (1945).

## Биография
Родился 30 мая (12 июня) 1905 года в городе Холм Псковской губернии в семье врача. Учился в Высшем институте народного образования Днепропетровска, затем на биологическом отделении физико-математического факультета Ленинградского университета, окончил его в 1930 году.
В 1928 и 1932 годах проводил геоботанические и флористические исследования в Каракалпакии.
С 1933 по 1945 год К. С. Афанасьев работал в Таджикской базе АН СССР, исследовал растительность Таджикистана и Киргизии. Собранные гербарные материалы хранятся в Ботаническом института РАН и в Институте ботаники АН Республики Таджикистан.
12 апреля 1945 года защитил диссертацию кандидата биологических наук по теме «Растительность Туркестанского хребта в пределах Таджикистана и Киргизии».
С апреля 1945 года являлся младшим научным сотрудником Ботанического института АН СССР, в октябре стал старшим научным сотрудником.
Участвовал в подготовке «Флоры Таджикистана», обработал для неё роды Trigonella и Medicago. Для «Флоры СССР» обработал несколько родов семейства Дербенниковые, а также род Achillea, последний обработал также для «Флоры Туркмении».
Скончался в Ленинграде 21 июля 1960 года.

## Некоторые публикации
- Афанасьев, К. С., Гончаров, Н. Ф. Род Trigonella L. // Флора Таджикистана. — 1937. — Т. 5. — С. 155—182.
- Афанасьев, К. С. Растительность Туркестанского хребта в пределах Таджикистана и Киргизии. — М.—Л., 1956. — 278 с.

## Растения, названные именем К. С. Афанасьева
- Acantholimon afanassievii Lincz., 1968
- Convolvulus afanassievii Luferov, 1999